# 國難忠醫
國難忠醫，又名若水忠醫，是香港由中醫學生及註冊中醫師組成的義工組織，在2019年反送中運動期間成立，旨在幫助勇武抗爭者的義務性質組織。

## 相關事件及爭議

### 非註冊中醫問題
香港註冊中醫學會副會長王冠明接受傳媒訪問表示，非註冊中醫使用中醫藥或中醫方法治療普通民眾，涉嫌違反《中醫藥條例》。

### 使用藥物爭議
《大公報》報道：國難忠醫向公眾免費派發「調理濃霧散」及精油，聲稱可提神及緩解催淚彈煙的氣味，《大公報》雖未能知悉其配方成份，但精油不屬中醫藥範疇，是屬於自然療法的，而且派發或使用沒有標示中成藥成份的藥品（包括外用），涉嫌違反中成藥規管條例，構成藥物爭議。

### 成員廣州嫖娼被捕
國難忠醫創辦人之一及TG管理員「肥仔」，是就讀廣州中醫藥大學最後一年的學生，於2020年1月8日在廣州被公安以嫖娼罪依法被拘留後，其後已獲釋並安全回家。蘋果日報已經在2020年1月24,25日連續兩天報導該事件：在廣州嫖娼的國難忠醫TG管理員「肥仔」被拘留半月後返港。

### 被警方國安處拘捕
2023年8月10日，警方國安處拘捕10人，年齡介乎26歲至43歲，涉「串謀勾結外國或者境外勢力危害國家安全」罪及煽動暴動，據悉部分被捕人士來自「國難忠醫」，而組織曾接受612基金資助。